# Myrmeciza longipes
Myrmeciza longipes е вид птица от семейство Thamnophilidae.

## Разпространение
Видът е разпространен в Бразилия, Венецуела, Гвиана, Колумбия, Панама, Тринидад и Тобаго и Френска Гвиана.